# Jean-Santos Muntubila
Jean-Santos N'Diela Muntubila  (* 20. Dezember 1958 in Kinshasa) ist ein ehemaliger Fußballspieler aus der Demokratischen Republik Kongo.

## Karriere
Muntubila startete seine Karriere beim AS Bilima Kinshasa. 1980 wechselte er nach Europa, zum französischen Verein FC Sochaux. Bei Sochaux verbrachte er 4 Jahre, von denen er 1 Jahr an Olympique Marseille verliehen war. Bei Sochaux war der französische Autobauer Peugeot Sponsor, der auch den 1. FC Saarbrücken unterstützte.  So wechselte Muntubila nach Deutschland zum saarländischen Teilnehmer der 2. Liga. In seiner ersten Saison bei Saarbrücken der Saison 1984/85 glückte Muntubila unter Trainer Uwe Klimaschefski der 3. Platz in der Abschlusstabelle. Durch den 3. Platz, der nur durch die bessere Tordifferenz im Vergleich zum KSV Hessen Kassel gesichert werden konnte, wurde das Relegationsspiel gegen den 16. der Bundesliga erreicht. Vor heimischer Kulisse setzen sich die Saarbrücker im Hinspiel mit 2:0 gegen Arminia Bielefeld durch. Muntubila kam nicht zum Einsatz. Im Rückspiel stand er dagegen ab Beginn auf dem Platz, wurde aber in der 64. Minute mit einer roten Karte des Feldes verwiesen, das Spiel endete 1:1. Somit spielte Muntubila mit den Saarländern in der Saison 1985/86 in der Bundesliga. Die Klasse konnte nicht gehalten werden, der 17. Tabellenplatz zum Saisonende bedeute den sofortigen Wiederabstieg. Muntubila zog es zurück nach Frankreich, wo er noch für den SC Bastia, den FC Valenciennes und den ESA Brive spielte.
Nach seiner Karriere als Spieler betreute er mehrmals die Fußballnationalmannschaft der Demokratischen Republik Kongo als Trainer.